# Mademoiselle
Mademoiselle és una pel·lícula franco-britànica dirigida per Tony Richardson, estrenada el 1966. En blanc i negre, els interiors no sempre il·luminats, la càmera fixa, i sense música, aquesta obra és una pel·lícula negra per definició. Ha estat doblada al català.

## Argument
Institutriu a l'escola del poble, secretària a l'Ajuntament, sempre vestida acuradament, Mademoiselle  és molt respectada en un petit poble de la Corrèze. Però, en secret, és maligna. Al començament d'aquesta pel·lícula negra, la veiem obrint una comporta per tal d'inundar el poble. Més tard, calar foc en cases i enverinar els abeuradors.
Per prejudici patriota, un llenyataire italià (Manou, interpretat en italià per Ettore Manni) és sospitós. Tensió sexual surt entre Mademoiselle (el verdader nom de la qual mai no és mencionat) i Manou, al final d'una sèrie de trobades al bosc. Finalment, després d'una nit d'intimitat bastant perversa, el denuncia i els vilatans arriben per abatre'l amb les seves eines agrícoles.
En una escena final, Mentre Mademoiselle es prepara per anar-se del poble, comprenem que el fill de Manou ho ha entès tot.

## Producció
La pel·lícula està rodada exclusivament a exteriors al poble de Rat, al municipi de Peyrelevade, al Plateau de Millevaches, en anglès i francès. Tot l'equip de producció s'havia instal·lat en la regió, fins i tot Jeanne Moreau, per a la durada del rodatge, albergats aquí i allà.
El director sempre havia vist Jeanne Moreau per al paper (i va començar una relació amb ella, deixant la seva dona Vanessa Redgrave). Volia Marlon Brando per al paper de Manou, però Brando no estava disponible.

## Repartiment
- Jeanne Moreau: Mademoiselle
- Ettore Manni: Manou
- Keith Skinner: Bruno
- Umberto Orsini: Antonio
- Georges Aubert: René
- Jane Beretta: Annette
- Paul Barge: un jove policia
- Pierre Collet: Marcel
- Gérard Darrieu: Boulet
- Jean Gras: Roger
- Gabriel Gobin: el sergent de policia
- Rosine Luguet: Lisa
- Antoine Marin: Armand
- Georges Douking: el Capellà
- Jacques Monod: L'alcalde

## Premis i nominacions

### Premis
- 1968: BAFTA al millor vestuari per Jocelyn Rickards

### Nominacions
- 1966: Palma d'Or
- 1968: BAFTA a la millor fotografia per David Watkin